# Beatrice Maude
Pour les articles homonymes, voir Maude.
Beatrice Maude, née le 22 juillet 1892 en Californie et morte le 14 octobre 1984 à Los Angeles, est une actrice et directrice de théâtre américaine.

## Biographie

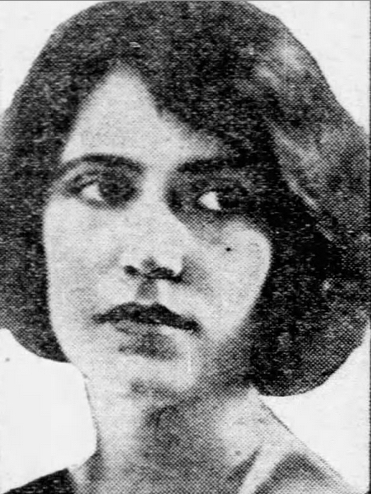
Béatrice Maude, dans une publication de 1922.

Beatrice Maude est née en Californie. Sa mère et sa grand-mère sont toutes deux actrices, sa mère Maud Madison est également danseuse,.
Elle joue à Broadway dans des rôles dans The Happy Ending (1916), Seventeen (1918), Jonathan Makes a Wish (1918), A Night in Avignon (1919), George Washington (1920), dans lequel elle joue Betsy Ross The Married Woman (1921-1922), The World We Live In (1922-1923), dans lequel elle joue un papillon,, Try It With Alice (1924), The Buccaneer (1925), Tragic 18 (1926), The Light of Asia (1928), Mourning Becomes Electra (1932), The Show Off (1932) et Dodsworth (1934-1935). Elle joue également Ophélie et Juliette dans la compagnie de Walter Hampden en 1920,,.
En 1928, Maude dirige une compagnie de théâtre d'été à Stamford, Connecticut, et engage l'acteur Robert Montgomery. En 1932 et 1933, elle est directrice exécutive du Robin Hood Theatre à Arden, Delaware,. Elle est codirectrice du Cape May Playhouse en 1935.
Maude apparaît au cinéma, notamment Le Jugement dernier (1915, muet), Dodsworth (1936), Arkansas Judge (1941), Mr. and Mrs. Smith (1941), Born to Kill (1947), Lawless Code (1949), Slaves of Babylon (1953), Women's Prison (1955) et Invasion of the Body Snatchers (1956). À la télévision, elle tient de petits rôles dans Your Favorite Story (1954), I Married Joan (1955) et I Led 3 Lives (1955).
ELle meurt à Los Angeles en 1984, à l'âge de 92 ans. Les papiers de sa mère, notamment les lettres à Béatrice, sont archivés dans la Division de danse Jerome Robbins de la bibliothèque publique de New York.